# 辽宁省人民代表大会常务委员会
辽宁省人民代表大会常务委员会（简称辽宁省人大常委会）是辽宁省人民代表大会的常设机关，对辽宁省人民代表大会负责并报告工作。

## 历史沿革
中华人民共和国1954年宪法及地方组织法并未规定设置省级人大的常务机关。
1979年7月，第五届全国人民代表大会第二次会议通过《关于修正中华人民共和国宪法若干规定的决议》，其中规定：“县和县以上地方各级人民代表大会设立常务委员会，它是本级人民代表大会的常设机关”。1979年12月，召开辽宁省第五届人民代表大会第二次会议，选举产生常务委员会。

## 主要职责
依照宪法和地方组织法的规定，辽宁省人大常委会主要行使下列职权：
1. 保证宪法、法律、法规的遵守和执行。
2. 主持省人大代表的选举。
3. 召集省人民代表大会会议。
4. 制定地方性法规。
5. 审查设区的市报请批准的地方性法规和自治县报请批准的自治条例、单行条例。
6. 讨论决定本省政治、经济、教育、科学、文化、卫生、环境和资源保护、民政、民族等工作的重大事项。
7. 监督省本级和下级政府预算、决算，审查和批准计划及预算调整方案，审查和批准省本级财政年度决算。
8. 听取和审议“一府一委两院”的专项工作报告。
9. 对有关法律、法规实施情况组织执法检查。
10. 对常务委员会职权范围内的事项作出决议、决定。
11. 组织关于特定问题的调查委员会。
12. 受理公民、法人或者其他组织对“一府一委两院”及其工作人员的检举、控告、申诉和意见。
13. 对各市人民代表大会及其常务委员会的决议、决定和省人民政府的决定、命令和规章以及较大的市人民政府的规章进行备案审查。撤销各市人民代表大会及其常务委员会不适当的决议、决定和省人民政府不适当的决定、命令和规章。
14. 选举任免国家工作人员。
15. 联系省人大代表，组织省人大代表在省人民代表大会闭会期间开展活动。接受省人大代表对各方面工作的建议、批评和意见，并向有关机关、组织转交、督办。
16. 决定授予省级特殊荣誉称号。

## 机构设置
- 办公厅
  - 秘书处
  - 综合新闻处
  - 人事处（离退休干部处）
  - 行政财务处
- 研究室
- 代表工作委员会
- 法制工作委员会
- 预算工作委员会

## 历届组成人员

### 第五届
- 任期：1980年1月－1983年4月
- 主任：黄欧东
- 副主任：张子衡、周持衡、王堃骋、张庆泰、刘多荃、赵石、柳文、李薰（1983年3月逝世）、娄尔康、萧佐汉、傅忠海、杨克冰、邓禹、唐宏光、顾敬心
- 秘书长：柳文

### 第六届
- 任期：1983年4月－1988年1月
- 主任：张正德
- 副主任：陈北辰、谢荒田、吴子杰（1985年7月辞任）、赵石（1985年7月辞任）、柳文（1985年7月辞任）、娄尔康、傅忠海（1985年7月辞任）、唐宏光、顾敬心、周明安、刘曾浩、刘蓬（1985年7月辞任）、冯友松、王光中（1985年7月补选）、张铁军（1985年7月补选）、张知远（1985年7月补选）、崔荣汉（1985年7月补选）
- 秘书长：唐宏光（兼） → 齐政（1985年9月任）

### 第七届
- 任期：1988年1月－1993年3月
- 主任：王光中
- 副主任：张铁军、{娄尔康、唐宏光、顾敬心、冯友松、张知远、崔荣汉、左琨、程金相、李军、于希岭（1990年3月补选）、陈素芝（1992年3月13日补选）、毕锡桢（1992年3月13日补选）、高继中（1992年3月13日补选）
- 秘书长：齐政

### 第八届
- 任期：1993年3月－1998年1月
- 主任：全树仁
- 副主任：于希岭、陈素芝、冯友松、李军（1995年2月辞任）、毕锡桢、高继中、齐政、徐廷生、王充闾（1995年2月补选）、张焕文（1996年2月补选）
- 秘书长：胡继严

### 第九届
- 任期：1998年1月－2003年1月
- 主任：王怀远
- 副主任：丛正龙、王充闾（2001年2月辞任）、高继中（2001年2月辞任）、徐廷生、张焕文、郭大维、王向民、董九洲、张锡林（2001年2月补选）、高国珠（2001年2月补选）、龚世萍（2001年2月补选）
- 秘书长：王锡义（1999年2月补选）

### 第十届
- 任期：2003年1月－2008年1月
- 主任：闻世震（2005年2月辞任） → 李克强（2005年2月补选，2008年11月辞任）
- 副主任：郭廷标（2004年2月辞任）、张锡林、高国珠（2007年1月辞任）、龚世萍、张焕文（2007年1月辞任）、王向民（2006年1月辞任）、董九洲（2007年1月辞任）、杨新华、徐德（2004年2月补选）、王专（2006年1月补选）、仲跻权（2007年1月补选）、王琼（2007年1月补选）、李英杰（2010年1月当选）、朱绍毅（2007年1月补选）
- 秘书长：王锡义（2006年1月辞任） → 王琼（2006年1月补选）

### 第十一届
- 任期：2008年1月－2013年1月
- 主任：张文岳（2010年1月19日辞任[4]） → 王珉（2010年1月26日当选）
- 副主任：闫丰（2011年1月23日辞任）、李峰（2012年1月16日补选[5]）、龚世萍、王专（2011年1月23日辞任）、仲跻权（2012年1月14日辞任）、王琼、朱绍毅（2012年1月14日辞任）、宋勇（2009年10月免职）、佟志武（2011年1月25日补选[6]）、李文科（2012年1月16日补选）
- 秘书长：佟志武 → 陈晓琨（2012年1月16日补选）

### 第十二届
- 任期：2013年1月－2018年1月[註 1]
- 主任：王珉（2015年5月29日辞任[8]） → 李希（2015年6月当选[9]）
- 副主任：李峰（2016年9月免职）、曾维（2017年1月21日补选[10]）、周忠轩（2016年1月当选[11]）、赵国红（2014年1月21日补选[12]）、邴志刚（2017年1月21日补选）、佟志武、刘政奎、李文科（2017年3月终止）、郑玉焯（2016年8月终止）、王阳（2016年4月终止）
- 秘书长：陈晓琨（2016年1月辞任[13]） → 蒋斌（2016年1月当选）

### 第十三届
- 任期：2018年1月－2023年1月
- 主任：陈求发（2021年1月25日辞任[14]） → 张国清（2021年1月30日当选[15]）
- 副主任：孙轶、孙国相（2022年7月27日辞任[16]）、张铁民、康捷、杨关林、杨忠林、崔枫林（2021年1月30日补选[17]）、张雷（2022年1月23日补选[18]）
- 秘书长：于言良

### 第十四届
- 任期：2023年1月－
- 主任：郝鹏
- 副主任：陈向群、陈绿平、杨关林（2023年5月24日辞任[19]）、于国安、张淑萍、宫福清（2024年1月16日辞任[20]）、刘慧晏（2024年1月26日补选[21]）
- 秘书长：于国安（兼）